# Karpivka, Kremenciuk
Karpivka (în ucraineană Карпівка) este un sat în comuna Salivka din raionul Kremenciuk, regiunea Poltava, Ucraina.

## Demografie
Componența lingvistică a localității Karpivka
     Ucraineană (89,92%)
     Rusă (7,75%)
Conform recensământului din 2001, majoritatea populației localității Karpivka era vorbitoare de ucraineană (89,92%), existând în minoritate și vorbitori de rusă (7,75%).